# Dvoelektronska tricentarska veza
Dvoelektronska tricentarska veza je elektronski oskudna hemijska veza gde tri atoma dele dva elektrona. Kombinacijom tri atomske orbitale se formiraju tri molekulske orbitale: jedna vezujuća, jedna nevezujuća, i jedna antivezujuća. Dva elektrona idu u vezujuću orbitalu, što dovodi do net vezujućeg efekta i formiranja hemijske veze između sva tri atoma. U mnogim uobičajenim vezama ovog tipa, vezujuća orbitala je pomerena u smeru dva od tri atoma, umesto da bude ravnomerno raspodeljena među sva tri. Najjednostavniji primer 3c-2e veze je trivodonični katjon, H3. Još jedan primer 3c-2e veze su divodonični kompleksi.

## Jedinjenja bora
Dvoelektronske tricentarske veze se često javljaju u jedinjenjima bora, poput diborana. Monomer 3 je nestabilan pošto je atom bora okružen sa samo šest valentnih elektrona, i stoga da bi se formirala stabilna elektronska konfiguracija bliža oktetu, deli elektrone sa B&minus;H vezom drugog atoma bora, formirajući B&minus;H&minus;B vezu sa 3-centra-2-elektrona. U diboranu, postoje dve takve veze: dva H atoma premoštavaju dva B atoma, ostavljajući dva dodatna H atoma u uobičajenim B&minus;H vezama na svakom atomu bora.
Dva elektrona (koja odgovaraju jednoj vezi) u B&minus;H&minus;B vezujućoj molekulskoj orbitali su raspoređena preko tri internuklearna prostora. Red veze svake B&minus;H interakcije je 0,5, i stoga su premoštavajuće B&minus;H veze slabije i duže od terminalnih B&minus;H veza, kao što to pokazuju dužine veza na strukturnom dijagramu. 
Ovaj šablon vezivanja je isto tako prisutan u trimetilaluminijumu, koji formira dimer  sa atomima ugljenika dve metil grupe u pozicijama premoštavanja. Ovaj tip veze se takođe javlja u jedinjenjima ugljenika, gde se ponekad naziva hiperkonjugacijom.